# Echinopsis pachanoi
Echinopsis pachanoi (danh pháp đồng nghĩa gồm Trichocereus macrogonus var. pachanoi, Trichocereus pachanoi) là một loài thực vật có hoa trong họ Cactaceae. Loài này được (Britton & Rose) Friedrich & G.D.Rowley mô tả khoa học đầu tiên năm 1974.

## Hình ảnh

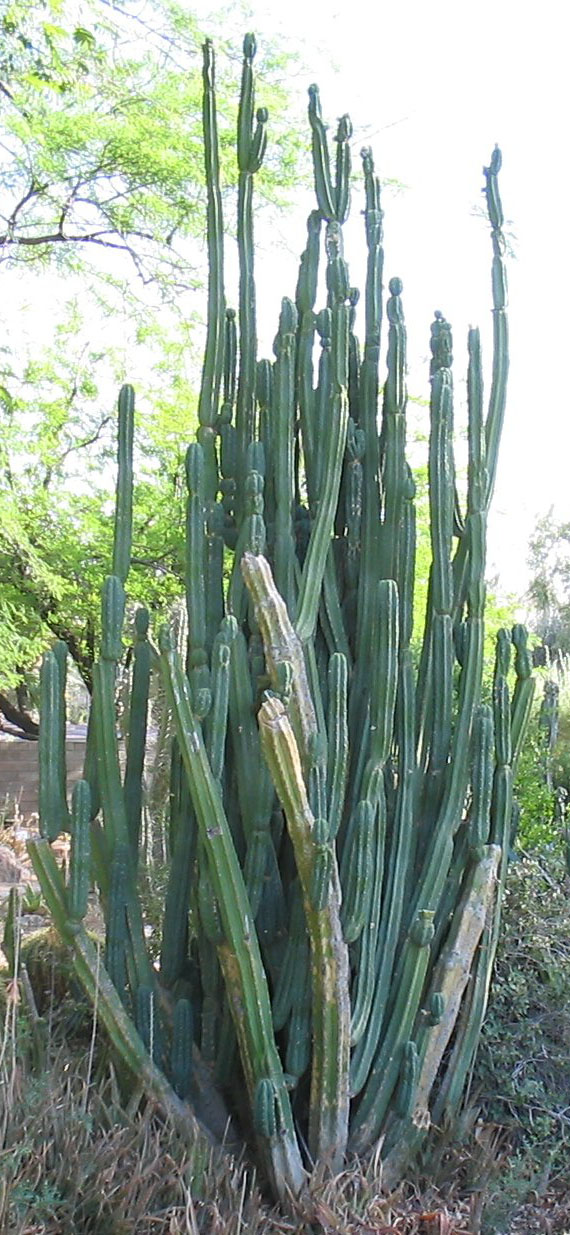
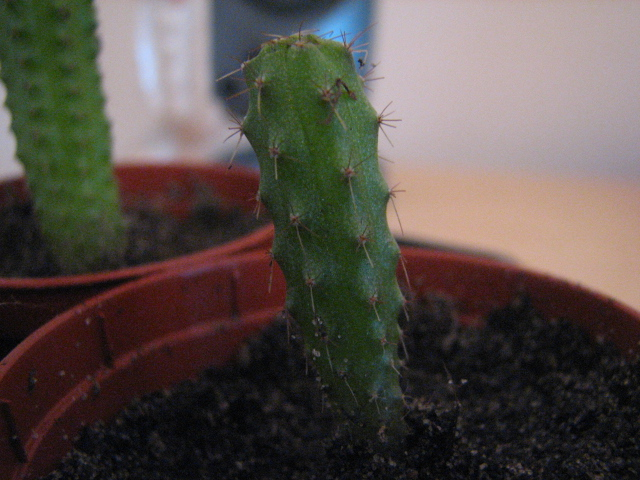
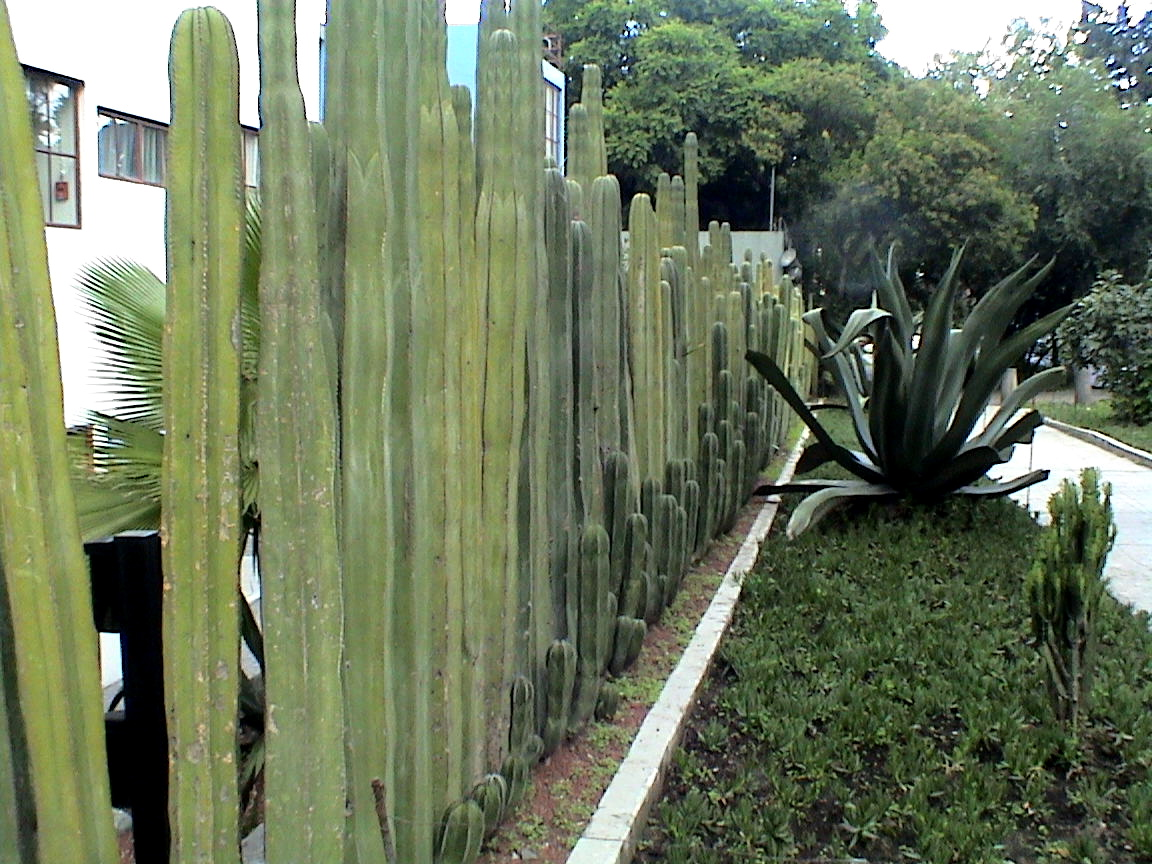